# Kodi (phần mềm)
Kodi (trước đây là XBMC ) là một trình phát đa phương tiện mã nguồn mở và ứng dụng phần mềm hội tụ công nghệ được phát triển bởi Kodi Foundation, một tổ chức công nghệ phi lợi nhuận. Kodi có sẵn trên nhiều hệ điều hành và nền tảng phần cứng, với giao diện người dùng 10 feet để sử dụng với tivi và điều khiển từ xa. Nó cho phép người dùng phát và xem hầu hết các phương tiện truyền thông trực tuyến, chẳng hạn như video, nhạc, podcast và video từ Internet, cũng như tất cả các file phương tiện kỹ thuật số phổ biến từ phương tiện lưu trữ cục bộ và qua mạng hoặc trình xem TV.
Kodi ban đầu được thiết kế như một ứng dụng Máy tính rạp hát tại nhà đa nền tảng (HTPC) sau đó phát triển thành một nền tảng hội tụ công nghệ đa mục đích. Nó có thể tùy chỉnh: Skin có thể thay đổi giao diện của nó và các plug-in cho phép người dùng truy cập nội dung phương tiện truyền thông trực tuyến thông qua các dịch vụ trực tuyến như Amazon Prime Video, Crackle, Pandora, Napster, Spotify và YouTube. Các phiên bản sau này cũng có đầu ghi hình video cá nhân (PVR) đồ họa để nhận truyền hình trực tiếp với hướng dẫn chương trình điện tử (EPG) và hỗ trợ đầu ghi video kỹ thuật số độ nét cao (DVR).
Phần mềm này ban đầu được tạo ra vào năm 2002 như một ứng dụng trình phát đa phương tiện homebrew được phát triển độc lập có tên là Xbox Media Player cho máy chơi trò chơi Xbox thế hệ đầu tiên, đổi tên vào năm 2004 thành Xbox Media Center (viết tắt là XBMC, được sử dụng làm tên chính thức vào năm 2008) và sau đó được cung cấp dưới tên XBMC như một ứng dụng gốc cho các hệ điều hành dựa trên Android, Linux, BSD, macOS, iOS / tvOS và Microsoft Windows. Sau đó, dự án lại được đổi tên từ XBMC thành "Kodi" vào tháng 7 năm 2014 với việc phát hành Kodi 14 (thay vì XBMC 14 như dự kiến), trong khi vẫn giữ nguyên "XBMC Foundation" làm tên cho pháp nhân sở hữu mã nguồn Kodi cũng như các nhãn hiệu và logo có liên quan trực tiếp.
Do tính chất mã nguồn mở và đa nền tảng, với mã lệnh phần lõi được viết bằng C++, các phiên bản sửa đổi của Kodi XBMC cùng với JeOS đã được sử dụng như một bộ phần mềm ứng dụng hoặc framework phần mềm trong nhiều thiết bị, bao gồm TV thông minh, hộp giải mã tín hiệu, biển báo kỹ thuật số, hệ thống truyền hình khách sạn, trình phát phương tiện kết nối mạng và hệ thống nhúng dựa trên nền tảng armhf như Raspberry Pi. Các ứng dụng phái sinh như MediaPortal và Plex đã được tách ra từ XBMC hoặc Kodi, cũng như một số hệ điều hành như LibreELEC.
Kodi đã thu hút sự chú ý tiêu cực từ các phương tiện truyền thông và cơ quan thực thi pháp luật do một số tiện ích bổ sung dưới dạng plug-in do bên thứ ba cung cấp cho phần mềm tạo điều kiện truy cập và phát lại nội dung phương tiện trái phép bằng nhiều cách vi phạm bản quyền khác nhau, cũng như những người bán trình phát phương tiện kỹ thuật số tải trước các tiện ích bổ sung của bên thứ ba với mục đích rõ ràng là tạo điều kiện cho hành vi vi phạm bản quyền dễ dàng. XBMC Foundation đã bày tỏ rằng họ không tán thành việc sử dụng các tiện ích bổ sung của bên thứ ba được thiết kế cho mục đích vi phạm bản quyền và đang thực hiện các bước tích cực để tách biệt dự án Kodi khỏi các tiện ích bổ sung của bên thứ ba vi phạm bản quyền. Các bước này bao gồm chặn các tiện ích bổ sung như vậy và cấm mọi thảo luận về vi phạm bản quyền trên diễn đàn cộng đồng của họ, cũng như đe dọa hành động pháp lý đối với những người sử dụng nhãn hiệu hoặc logo Kodi để quảng bá các tiện ích bổ sung và trình phát phương tiện kỹ thuật số đi kèm với chúng được cài đặt sẵn các tiện ích bổ sung như vậy.

## Lịch sử
Ngày 13 tháng 12 năm 2003, quá trình phát triển Xbox Media Player (XBMP) đã dừng lại, khi đó, phiên bản kế nhiệm của nó, Xbox Media Center (XBMC), đã sẵn sàng ra mắt, được đổi tên vì nó đang phát triển từ tên 'trình phát' thành 'trung tâm' để phát phương tiện.
ngày 29 tháng 6 năm 2004, bản phát hành ổn định đầu tiên của XBMC đã ra mắt, với bản phát hành chính thức của Xbox Media Center 1.0.0. Thông báo này cũng khuyến khích mọi người sử dụng XBMP hoặc bản phát hành XBMC Beta cập nhật, vì mọi hỗ trợ cho các phiên bản trước đó sẽ bị loại bỏ và chúng sẽ chỉ hỗ trợ phiên bản 1.0.0. Không có trong XBMP, việc bổ sung Python nhúng đã mang lại khả năng vẽ các thành phần giao diện trong GUI và cho phép người dùng và cộng đồng tạo các tập lệnh được thực thi trong môi trường XBMC.
Vào giữa năm 2004, với bản phát hành 1.0.0, công việc tiếp tục trên dự án XBMC để bổ sung thêm nhiều tính năng hơn, chẳng hạn như hỗ trợ các tính năng của iTunes như DAAP và Smart Playlists, cũng như nhiều cải tiến và bản sửa lỗi.
Này 18 tháng 10 năm 2004, bản phát hành ổn định thứ hai của XBMC, 1.1.0, đã ra mắt. Bản phát hành này bao gồm hỗ trợ nhiều loại phương tiện, loại file, định dạng chứa hơn, cũng như phát lại video của video phát trực tuyến Nullsoft và hỗ trợ karaoke (CD-G).
Ngày 29 tháng 9 năm 2006, sau hai năm phát triển mạnh mẽ, XBMC đã công bố bản phát hành cuối cùng của XBMC 2.0.0. Phiên bản mới thậm chí còn có nhiều tính năng hơn nữa với việc bổ sung hỗ trợ lưu trữ RAR và zip, một giao diện trình phát hoàn toàn mới hỗ trợ nhiều trình phát. Những trình phát như vậy bao gồm PAPlayer, trình phát nhạc/âm thanh mới với tính năng chuyển tiếp, phát lại không ngắt quãng và hỗ trợ ReplayGain, và DVDPlayer mới hỗ trợ menu và điều hướng cũng như phân tích hình ảnh ISO/img. Trước bản phát hành này, XBMC chỉ sử dụng một nhánh đã sửa đổi của MPlayer cho tất cả các nhu cầu phương tiện của mình, vì vậy đây là một bước tiến lớn. Hỗ trợ iTunes 6.x DAAP và UPnP Client để phát trực tuyến cũng đã được thêm vào. Một Skinning Engine được làm lại đã được đưa vào bản phát hành này để cung cấp một cách mạnh mẽ hơn để thay đổi giao diện của XBMC. Hai tính năng cuối cùng bao gồm hỗ trợ chỉ đọc cho các thiết bị lưu trữ USB định dạng FAT12/16/32 và trình trực quan hóa 3D "có thể thay đổi giao diện".
Ngày 12 tháng 11 năm 2006, bản phát hành XBMC 2.0.1 chứa nhiều bản sửa lỗi cho các lỗi đã vượt qua bản phát hành 2.0.0. Điều này cũng đánh dấu sự thay đổi từ CVS sang SVN (Subversion) cho cây phát triển.
Ngày 29 tháng 5 năm 2007, nhóm đứng sau XBMC đã đưa ra lời kêu gọi các nhà phát triển quan tâm đến việc porting XBMC sang hệ điều hành Linux. Một số nhà phát triển trong Team-XBMC đã bắt đầu porting một số phần của XBMC sang Linux bằng SDL và OpenGL để thay thế cho DirectX, mà XBMC đã sử dụng rất nhiều trên phiên bản XBMC Xbox.
Ngày 27 tháng 5 năm 2010, nhóm đứng sau XBMC đã thông báo về việc tách nhánh Xbox thành một dự án mới; "XBMC4Xbox" sẽ tiếp tục phát triển và hỗ trợ XBMC cho nền tảng phần cứng Xbox cũ như một dự án riêng biệt, với dự án XBMC ban đầu không còn hỗ trợ cho Xbox nữa.
Vào ngày 2 tháng 1 năm 2011, XBMC đã chuyển kho lưu trữ mã nguồn từ subversion sang git, được lưu trữ tại GitHub.
Quá trình phát triển trên cơ sở mã Git vẫn đang tiếp tục và sơ đồ phiên bản đã được thay đổi để phản ánh năm và tháng phát hành, ví dụ: 8.10, 9.04, 9.11, 10.05.
Ngày 1 tháng 8 năm 2014, một thông báo đã được đưa ra về bản phát hành 14 và đổi tên thành Kodi.
Ngày 19 tháng 2 năm 2021, phiên bản 19 của Kodi đã được phát hành.

## Tổ chức và cấp phép
XBMC Foundation là tổ chức đứng sau các dự án Kodi và XBMC. Tổ chức này được đại diện hợp pháp bởi Software Freedom Law Center (SFLC),  hỗ trợ dự án Kodi/XBMC và các nhà phát triển trong các vấn đề pháp lý như sở hữu trí tuệ. Tổ chức này cũng hỗ trợ các vấn đề kinh tế như xử lý các khoản quyên góp và nhà tài trợ giúp dự án chi trả cho dịch vụ lưu trữ chuyên dụng và các hoạt động như tham dự các hội nghị dành cho nhà phát triển, hội chợ thương mại và triển lãm máy tính để giới thiệu công nghệ Kodi, gặp gỡ các nhà phát triển mới tiềm năng và tiếp thị phần mềm.
Mã nguồn của Kodi chủ yếu được cấp phép theo Giấy phép Công cộng GNU, lõi XBMC được phát hành cụ thể là "GPL-2.0 trở lên" và được lưu trữ thông qua các kho lưu trữ Git có sẵn công khai. Các tiện ích bổ sung, plug-in và tiện ích mở rộng bổ sung như giao diện được phát hành dưới dạng tài nguyên chính thức do các thành viên dự án Kodi tạo ra được phát hành theo nhiều giấy phép tự do - nguồn mở khác nhau.